# Opel Ascona A
L'Opel Ascona A était une familiale routière d'Opel construite de novembre 1970 à juillet 1975. Elle se positionnait entre la Kadett et la Rekord et remplaçait l'Opel Olympia, construite d'août 1967 à juillet 1970, ainsi que les variantes mieux équipées de la Kadett B. Le designer en chef d'Opel, Chuck Jordan, était responsable du design simple et sans fioritures.
Au total, environ 690 000 exemplaires d'Ascona A ont été construites en cinq ans. Elle sortait de la chaîne de montage de l'usine Opel de Bochum. La successeur fut l'Ascona B.
L'Opel Manta A, introduite en septembre 1970, est la version coupé de l'Ascona mais avec sa propre carrosserie.

## Historique du modèle

### Général
À la fin des années 1960, Opel a développé un modèle concurrent de la Ford Capri, introduit fin 1968 sous le titre provisoire «Projet 1450». Il en résulte le coupé Opel Manta, présenté à Timmendorfer Strand en septembre 1970, et la berline Ascona, présentée à Turin en novembre 1970. À l'origine, une Kadett C devait être créée, mais Opel en a décidé autrement lors du développement et a présenté la voiture comme une toute nouvelle gamme de modèles. Dans la publicité, l'Ascona était annoncée avec le slogan : "Opel Ascona, l'amitié grandit à chaque kilomètre" ou "Opel Ascona, l'outsider".
Dès le début, l'Ascona était disponible en berline deux et quatre portes en versions standard ou luxe ainsi qu'en version Voyage. Cette dernière était un break trois portes aux finitions luxueuses. Moyennant un supplément d'environ 500 Deutsche Mark, un film plastique à grain de bois fin «à l'américaine» était collé sur les côtés et sur le hayon, entouré de bandes chromées. Opel considérait ce véhicule avant tout comme un véhicule de loisirs, c'est pourquoi il était également disponible avec l'équipement SR - un break avec une suspension sport semblait à l'époque tout à fait inhabituel. Cependant, presque personne n’a commandé la Dekor, c’est pourquoi elle n’était pratiquement connue que grâce aux photos de presse.
À partir de mars 1971, l'Ascona A était disponible en version normale et luxueuse et avec l'équipement SR pour environ 200 Deutsche Mark supplémentaires, ce qui signifie un moteur S de 1,6 litre ou un moteur S de 1,9 litre. Vous pouvez les reconnaître grâce aux lettres «SR» bordées de rouge derrière les lettres habituelles bordées de noir sur le couvercle du coffre. L'équipement SR comprenait principalement une suspension sport avec des ressorts plus durs et des amortisseurs adaptés; Mais aussi, des doubles rayures sur les côtés de la carrosserie, une sortie d'échappement chromée, des jantes sport en acier sans enjoliveurs, un volant sport de plus petit diamètre, un tachymètre, un placage en bois sur le tableau de bord et une console pour instrumentations supplémentaires sous la radio pour une minuterie, un ampèremètre ou un affichage de la pression d'huile. Cela en faisait la seule Ascona A livrée par Opel avec un tachymètre et une minuterie. La console pour instrumentations supplémentaires était déjà disponible sous une forme similaire dans les Kadett, Rekord et Commodore.
En mars 1972, le moteur de 1,2 litre développant 60 ch (44 kW) a été introduit en tant que variante de moteur la moins chère pour les berlines, il était nettement plus économique, notamment par rapport au moteur N de 1,6 litre, mais il fonctionnait à un niveau de vitesse plus élevé.
Les premiers modèles avaient une calandre en aluminium, un seul gicleur de lave-glace était intégré au capot et le tableau de bord était doté de deux bouches d'aération. Sur la version de luxe, la calandre et les garnitures carrées des phares étaient en aluminium poli brillant; sur la version standard, les garnitures des phares étaient noires et la calandre était également peinte en noir, mais conservait un cadre de couleur aluminium et une barre centrale de couleur aluminium. La tendance étant à la calandre noire, cette différence fut supprimée en août 1971.
En général, l'Ascona était mal équipée par rapport aux voitures importées, donc la lunette arrière chauffante, le système de lave-glace électrique, le pare-brise en verre feuilleté ou les pneus radiaux coûtent plus cher, même dans le cas d'une version de luxe. Celle-ci proposait essentiellement un revêtement en tissu, de la moquette au sol, une horloge, un allume-cigare, un éclairage du compartiment moteur, de la oîte à gants et du coffre et - sauf pour les modèles quatre portes - ouverture des vitres arrière. Dans la version standard, en plus du compteur de vitesse et du combiné d'instrumentations, il n'y avait qu'une console pour instrumentations supplémentaires vide, qui pouvait être remplacé soit par une minuterie, soit par un tachymètre. Les bandes chromées manquantes sur la carrosserie pouvaient également être commandées moyennant un supplément.

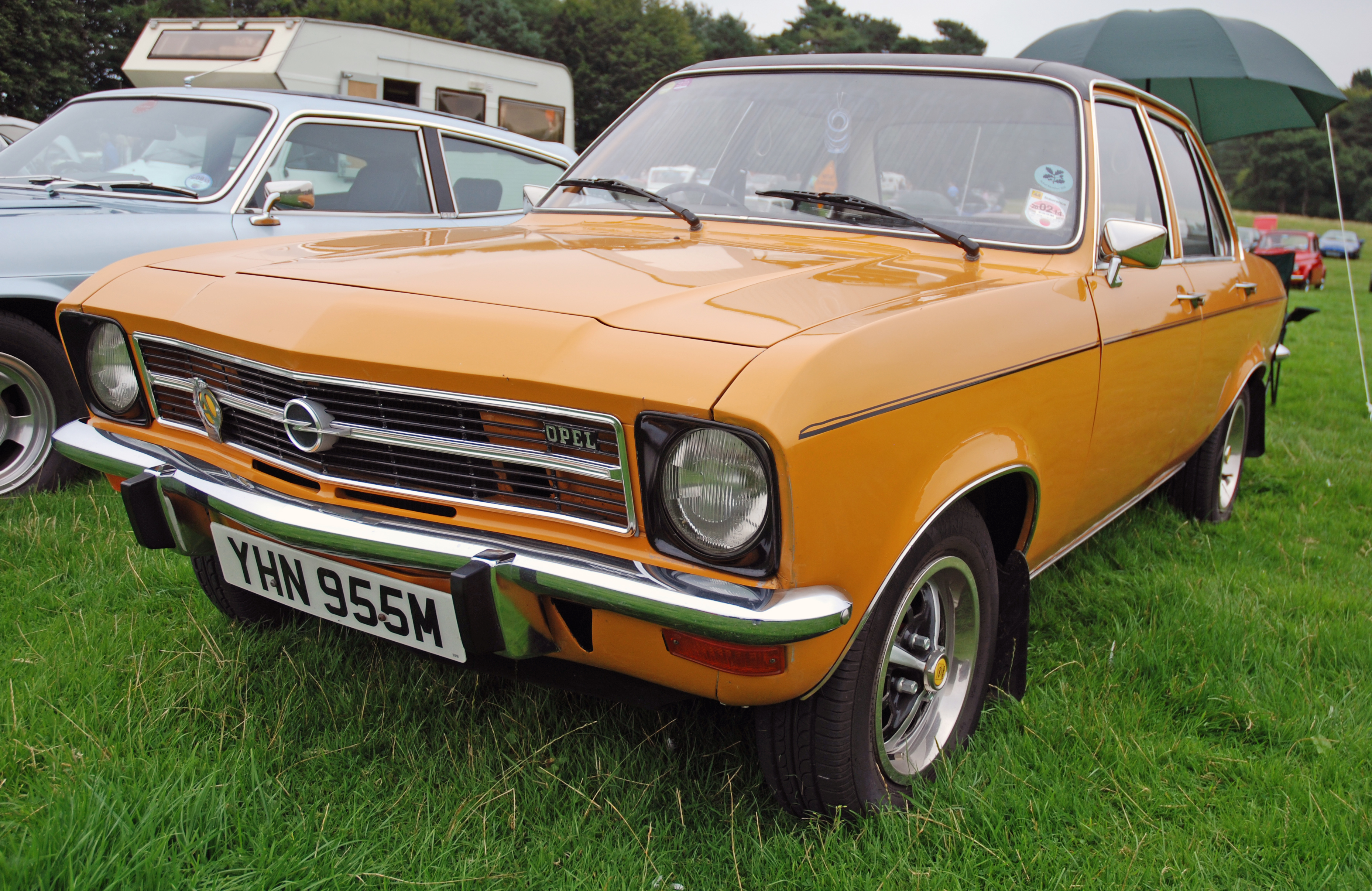
Opel Ascona A 16S (1970–1973), avec conduite à droite
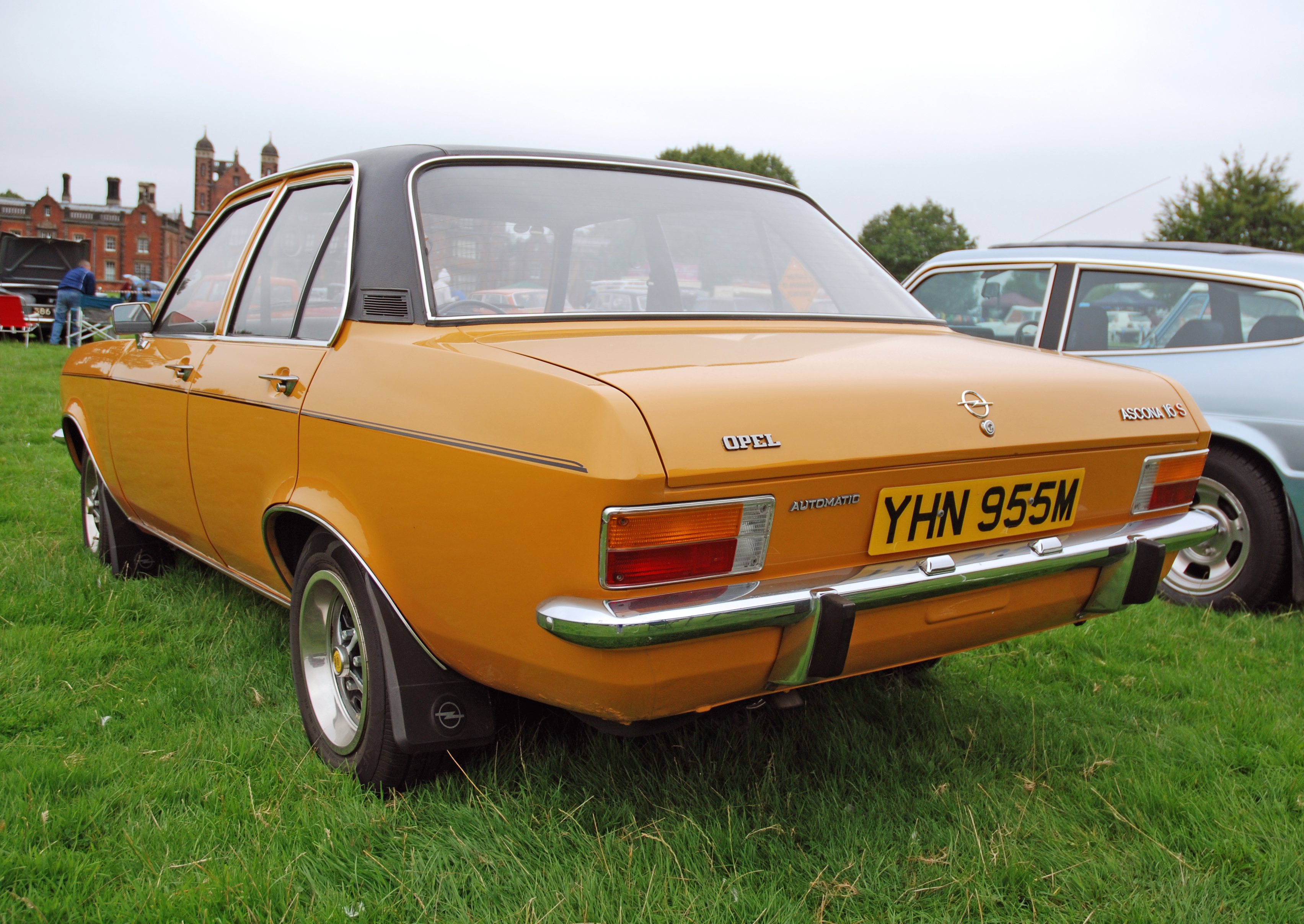
Opel Ascona A 16S en modèle quatre portes
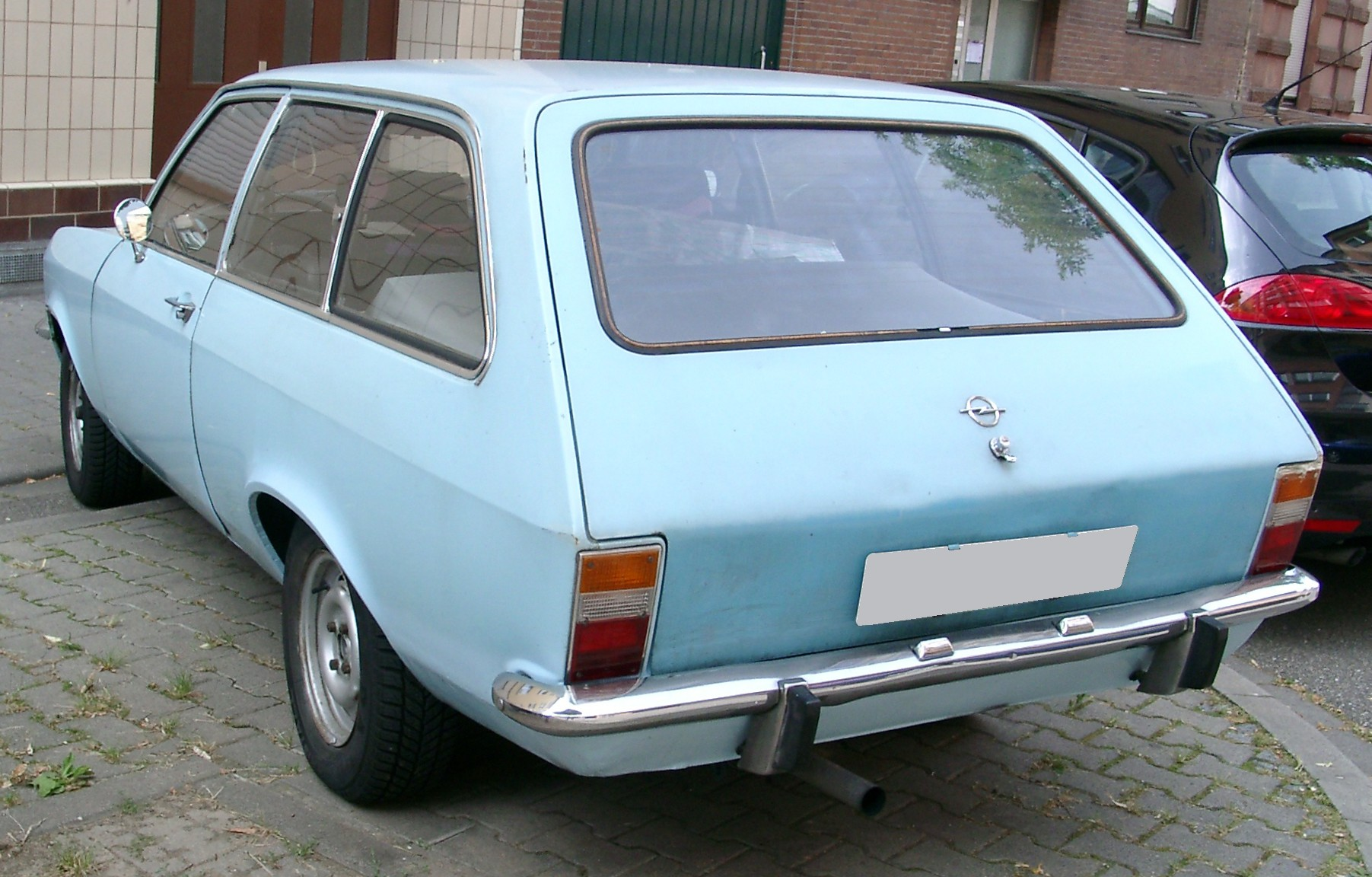
Opel Ascona Voyage (1970–1973)
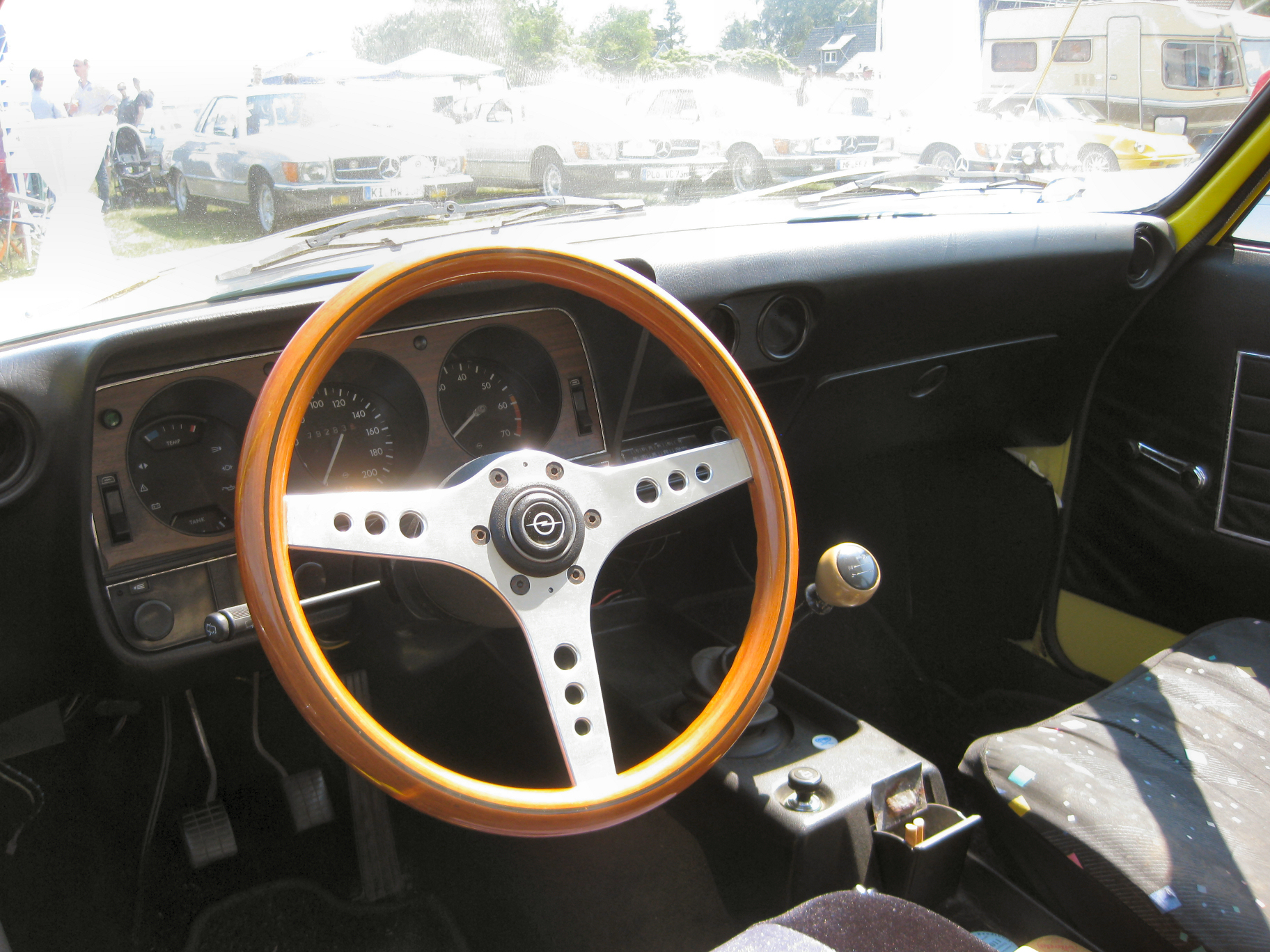
Vue du poste de pilotage (volant non standard)

### Lifting
En août 1973, l'Ascona A fut légèrement révisée. Elle reçut une calandre en plastique noir avec un grand emblème Opel. Au lieu des rétroviseurs extérieurs ronds, des rétroviseurs carrés sont désormais installés. Tous les véhicules étaient équipés de commutateurs d'essuie-glace sur le levier des clignotants, d'une nouvelle console centrale, de bouches d'aération supplémentaires à droite et à gauche, de deux buses de lave-glace sur le capot et du décor bois sur le couvercle des instruments. Désormais, les ceintures de sécurité à trois points à l'avant font partie de la livraison standard. Un système d'essuie-phares/lave-phares était disponible moyennant des frais supplémentaires.
Au cours de la dernière année modèle, c'est-à-dire à partir de l'été 1974, le break était également disponible avec l'équipement standard, puis il s'appelait CarAVan, comme d'habitude chez Opel. Le concept d'un véhicule de loisirs trois portes n'a trouvé que quelques intéressés et le CarAVan a en fait quelque peu augmenté ses ventes, même s'il n'avait lui aussi que trois portes. La gamme Ascona B n'était alors plus construite avec un break.
Début 1975, la deuxième étape de la loi sur le plomb dans l'essence est entrée en vigueur : la teneur en plomb du carburant est limitée à 0,15 g/l (voir tétraéthylplomb). Opel a été le premier constructeur allemand à adapter ses moteurs à la nouvelle directive. La puissance a été réduite de 68 ch (50 kW) à 60 ch (44 kW) pour le moteur N de 1,6 litre, de 80 (58 kW) à 75 ch (55 kW) pour le moteur S de 1,6 litre et de 90 ch (66 kW) à 88 ch (65 kW) pour le moteur de 1,9 litre. Le moteur de 1,2 litre a conservé ses performances antérieures. Cependant, à partir de juin 1975, la puissance du moteur de 1,9 litre fut à nouveau augmentée à 90 ch avec un carburateur Zenith INAT 35/40 à registre descendant. Les moteurs plus anciens et plus performants devaient avoir un additif de remplacement du plomb ajouté à chaque réservoir pour éviter des cliquetis dommageables à haute vitesse.

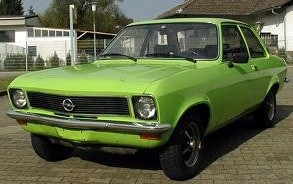
Opel Ascona (1973–1975), vue avant
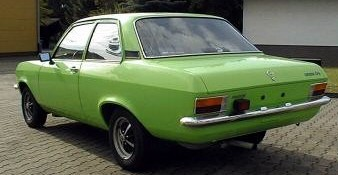
Opel Ascona (1973–1975), vue arrière

## Variantes

### Variantes de carrosserie

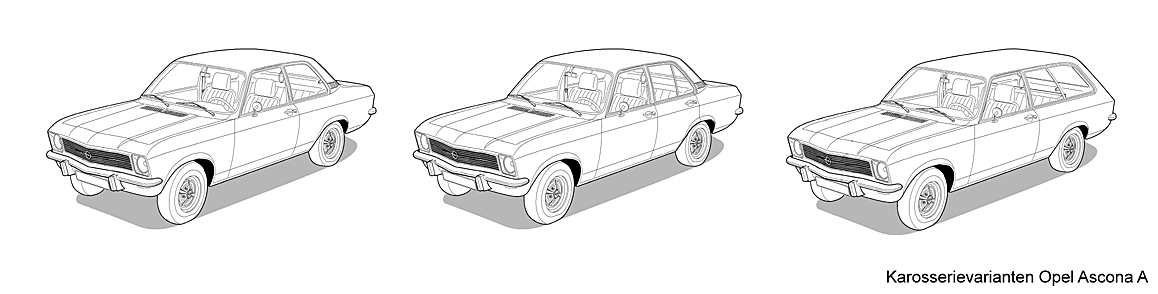
Illustration des variantes de carrosserie de l'Ascona A

L'Ascona était disponible en trois versions de carrosserie différentes :
- Berline tricorps deux portes
- Berline tricorps quatre portes
- Break trois portes

### Variantes de moteur
Opel a utilisé des moteurs quatre cylindres en ligne éprouvés
Les types suivants étaient disponibles pour l'introduction :
- Moteur N de 1,6 litre et 50 kW (68 ch)
- Moteur S de 1,6 litre et 59 kW (80 ch)

Il s'agissait des célèbres moteurs CIH avec une nouvelle cylindrée, qui n'étaient utilisés que dans les Ascona/Manta A et B ainsi que dans la Kadett C.
A été ajouté en mars 1971 :
- Moteur S de 1,9 litre et 66 kW (90 ch)

C'était le moteur, bien connu, de la Rekord C
A été ajouté en mars 1972 :
- Moteur S de 1,2 litre et 44 kW (60 ch)

Ce moteur à arbre à cames latéral provient de la Kadett B et a été introduit à l'été 1971 avec une cylindrée de 1,2 litre.

### Modèles spéciaux
- Holiday : équipements de luxe, moteur S de 1,6 litre et 80 ch, fenêtre arrière chauffante, alternateur de 35 ampères, feux antibrouillard avant à halogènes et feux antibrouillard arrière, pneus radiaux 165 SR 13, volant sport, anneaux d'enjoliveur, appuie-tête et ceintures de sécurité avant à 3 points; transmission automatique disponible moyennant un supplément réduit.
- Sommer Bazar : équipements standard, moteur S de 1,2 litre et 60 ch, couleurs différentes, jantes sport, appuie-tête et pour les véhicules avec bandes latérales, un rétroviseur extérieur sport.
- Swinger : équipements standard, moteur S de 1,2 litre et 60 ch, couleurs différentes ou Polarweiß avec bandes rouges sur les côtés, pneus avec anneaux en acier, volant sport, fenêtre arrière chauffante et alternateur renforcé. Les jantes sport couleur carrosserie n'étaient disponibles qu'avec la peinture extérieure Polarweiß.
- Plus : équipements standard, moteur N de 1,6 litre et 68 ch, couleurs différentes, volant sport, pneus radiaux 165 SR 13, alternateur renforcé de 45 ampères et appuie-tête.

D'octobre 1970 à juillet 1975, l'Ascona fut également vendue aux États-Unis sous le nom d'Opel 1900. L'offre comprenait les berlines deux et quatre portes (seulement jusqu'à l'automne 1973 pour cette dernière) et le break trois portes, chacun propulsé par le moteur quatre cylindres de 1,9 litre, qui délivrait ici 76 ch DIN (56 kW) avec un taux de compression de 7,6:1. Au total, environ 170 000 exemplaires de la gamme 1900 (y compris la Manta A) ont été vendus aux États-Unis.

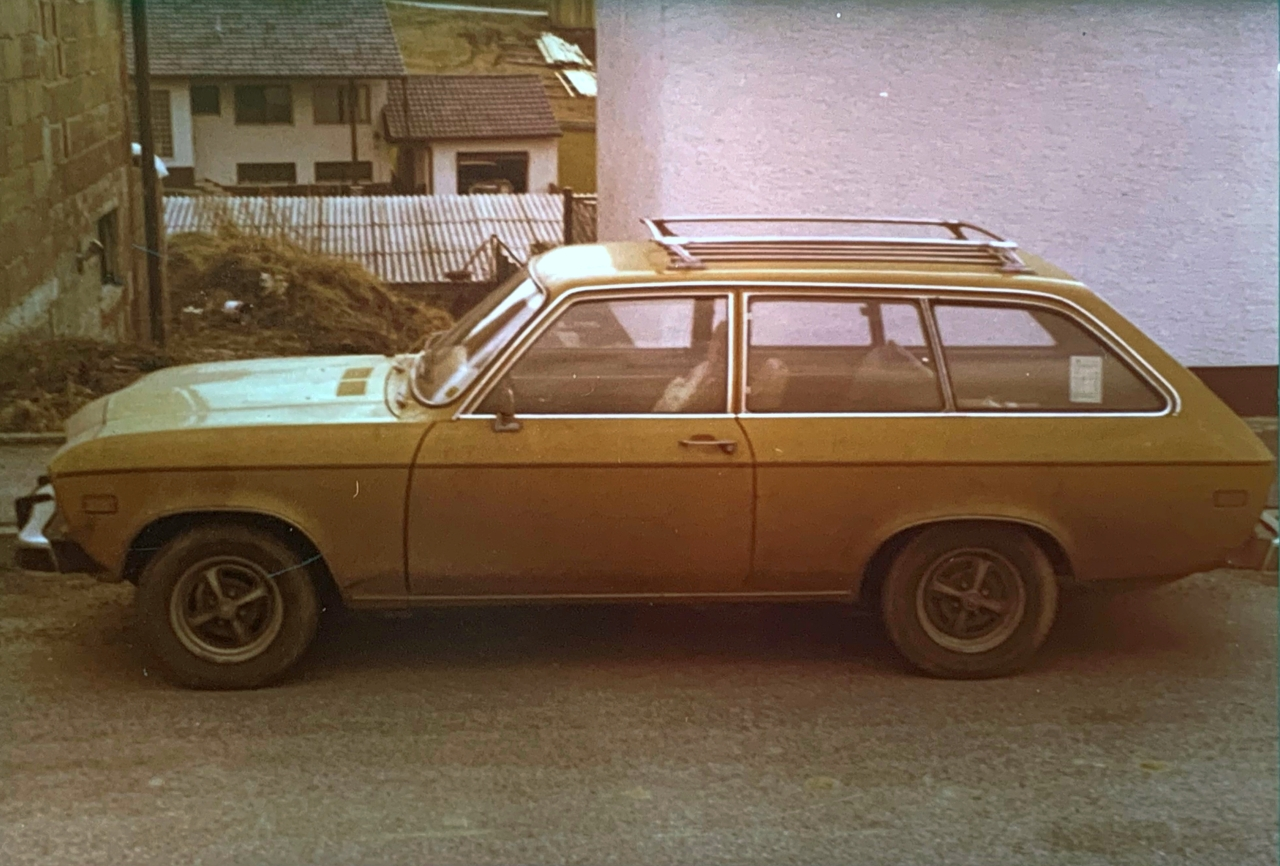
Opel Ascona A trois portes en version américaine, reconnaissable à ses pare-chocs et feux latéraux plus larges

## Sport automobile

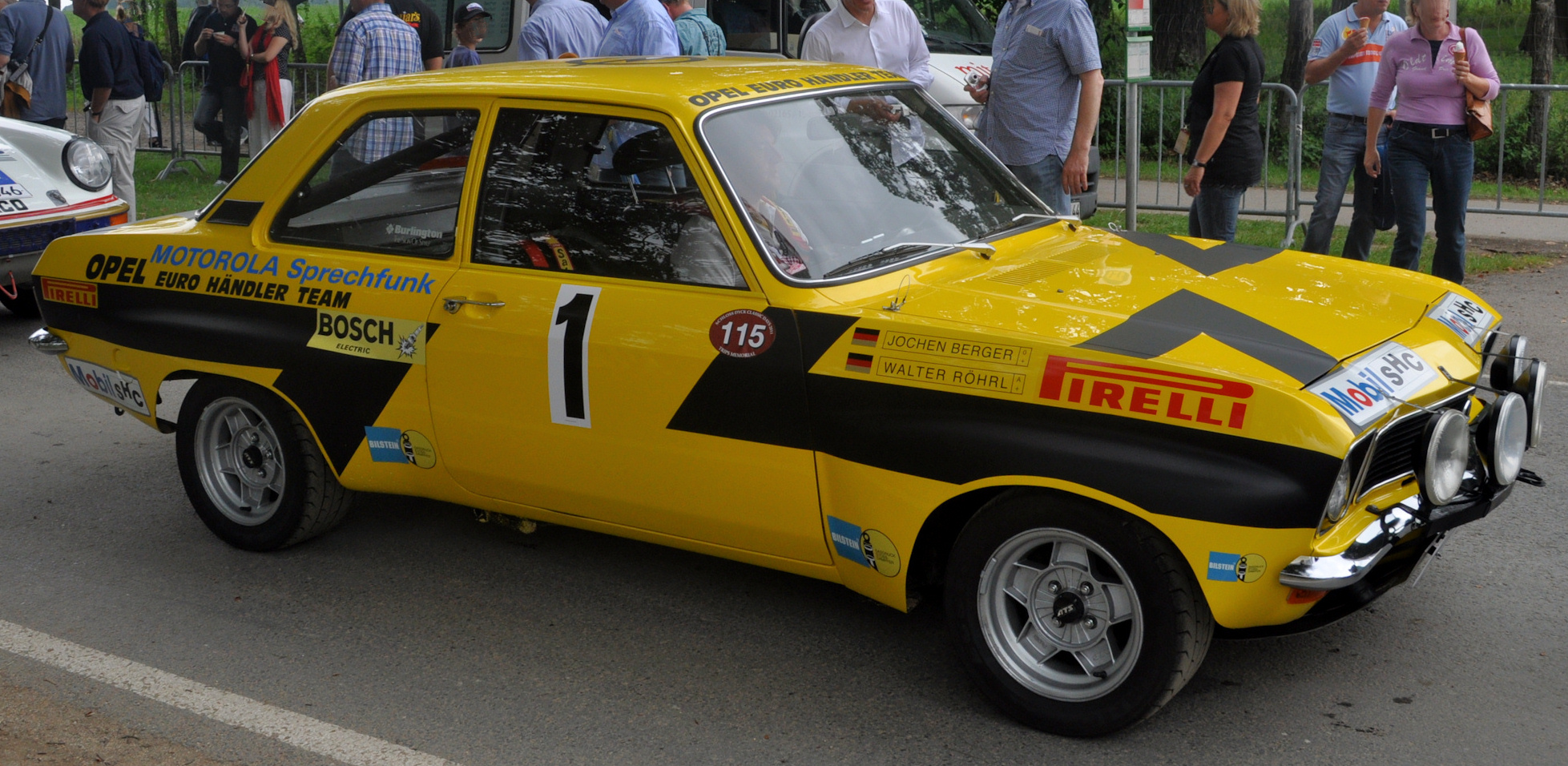
Ascona A Rallye

En 1974, Walter Röhrl et son copilote Jochen Berger deviennent champions d'Europe des rallyes au volant d'une Ascona A. En 1975, Ari Vatanen et Anders Kulläng conduisirent l'Ascona Rallye, mais ne parvinrent pas à répéter le succès de l'année précédente. La carrière sportive de l'Ascona A s'est terminée avec le Rallye de l'Acropole 1975 - Walter Röhrl était au volant avec une victoire. La successeur était l'Opel Kadett GT/E.
Le véhicule a été construit par le préparateur Irmscher selon la réglementation du Groupe 2 (voiture de tourisme spéciale) de l'époque. Le moteur, alésé à 2,0 litres, produisait environ 206 ch (151 kW). Elle existe toujours aujourd'hui et appartient à Opel Automobile GmbH. Elle l'utilise lors d'événements de voitures classiques.